# Meerpersoonsdictatuur
Een meerpersoonsdictatuur is een moderne variant van een dictatuur. Hierbij heeft een kleine groep van dictators het voor het zeggen en soms de absolute macht. Vaak komt een dergelijke dictatuur tot stand door een staatsgreep van een groep militaire leiders. Bij de meeste oorlogen die in de 20e eeuw en 21e eeuw in de wereld zijn gevoerd, was dan ook ten minste één dictatuur betrokken. Voorbeelden zijn de diverse junta's die in Zuid-Amerika aan de macht zijn geweest, onder andere in Argentinië.
In vele van deze dictaturen is er sprake van systematische onderdrukking van tegenstanders van de heersende dictatoriale klasse en andere andersdenkenden, bijvoorbeeld door ze gevangen te nemen of zelfs te vermoorden. Dergelijke dictatuur wordt ook meestal geassocieerd met misstanden en zelfverrijking door de verscheidene dictators. In het algemeen is dergelijke dictatuur het tegengestelde van een democratie. 
Deze dictatoriale groep zal altijd benadrukken dat hij de macht tijdelijk heeft overgenomen en dat de macht te zijner tijd weer teruggegeven zal worden aan het volk, al kan dat in de praktijk heel lang duren.

## Hedendaagse meerpersoonsdictaturen
- Myanmar
- Syrië
- Volksrepubliek China